# س. هوارد ويلكينز جونيور
س. هوارد ويلكينز جونيور (بالإنجليزية: C. Howard Wilkins, Jr.)‏ هو دبلوماسي أمريكي، ولد في 19 فبراير 1938، وتوفي في 24 ديسمبر 2016.

## وصلات خارجية
- س. هوارد ويلكينز جونيور على موقع إن إن دي بي (الإنجليزية)